# Трисульфид ниобия
Трисульфид ниобия — бинарное неорганическое соединение
металла ниобия и серы
с формулой NbS3,
кристаллы.

## Получение
- Сплавление стехиометрических количеств чистых веществ в вакуумированной ампуле:

{\displaystyle {\mathsf {Nb+3S\ \xrightarrow {700-1000^{o}C} \ NbS_{3}}}}

## Физические свойства
Трисульфид ниобия образует кристаллы
моноклинной сингонии,

параметры ячейки a = 0,494 нм, b = 0,674 нм, c = 1,81 нм, β = 97,5°.
В более поздних работах

утверждается, что ячейка квазимоноклинная,
триклинной сингонии,
пространственная группа P 1,
параметры ячейки a = 0,4963 нм, b = 0,6730 нм, c = 0,9144 нм, α = 90°, β = 97,17°, γ = 90°
и образован молекулами Nb4+(S2)2−S2−.
Есть сообщения

о том, что кристалл ещё более сложный и имеет сверхструктуру.